# Armand Sabatier
Armand Sabatier (Ganges, 14 de Janeiro de 1834 — Montpellier, 22 de Dezembro de 1910), de seu nome completo Paul-Dieudonné-Armand Sabatier, foi um médico e professor de anatomia comparada e de zoologia na Universidade de Montpellier, de cuja Faculdade de Ciências foi deão. Fundou a Estação de Biologia Marinha de Sète, na costa mediterrânica francesa, sendo um dos pioneiros na utilização de técnicas histológicas no estudo dos invertebrados marinhos e introdutor de diversas técnicas de campo ainda hoje utilizadas na realização de inventários faunísticos nas zonas costeiras.

## Biografia
Médico anatomista, desde cedo interessado pelo estudo da anatomia comparada dos vertebrados, Armand Sabatier serviu como médico de campanha e chefe de ambulância na Guerra Franco-Prussiana de 1870. Terminada a guerra, dedicou-se novamente ao estudo e investigação, defendendo em 1873 uma tese doutoramento em ciências naturais.
A posse desse título permitiu-lhe ser recrutado como professor de Zoologia da faculdade de Ciências da Universidade de Montpellier, sendo nomeado titular da cátedra respectiva três anos mais tarde. Dedicou-se então ao estudo dos invertebrados, com destaque para os moluscos e para os vermes parasitas.
Foi o primeiro zoólogo francês a interessar-se pela utilização de técnicas histológicas, então recentemente introduzidas no estudo da biologia animal, dedicando-se, a partir de 1881, à citologia. Aplicou as técnicas de coloração e de estudo celular entretanto desenvolvidas ao estudo dos mais variados grupos zoológicos,  interessando-se particularmente pela gametogénese, então um processo quase desconhecido.
Sendo um experiente biólogo e explorador dos ecossistemas costeiros, estava convencido da necessidade de criar um laboratório de campo destinado ao estudo do meio marinho que permitisse o tratamento local dos espécimes recolhidos. Com esse objectivo implantou em 1879 uma estação biológica marinha em Sète, nas margens da laguna de Thau, um local privilegiado para recolha de abundante e diversificado material biológico.
Este laboratório, inicialmente instalado numa modesta casa de pescadores, foi substituído por um edifício vasto a partir de 1906, o que permitiu a Sabatier criar ali uma verdadeira escola de biologia de campo, consagrada à investigação dos mais variados aspectos da biologia marinha, em especial à reprodução dos invertebrados e à parasitologia, utilizando as técnicas histológicas e estabelecendo inventários faunísticos com base nos seus resultados.